# Королець чорноволий
Королець чорноволий (Plesiodryas albonotata) — вид горобцеподібних птахів родини тоутоваєвих (Petroicidae). Ендемік Нової Гвінеї.

## Опис
Довжина птаха становить 18–19 см. Птах має чорне обличчя, горло і верхню частину грудей. Задня частина голови і шия сірі. На бічних сторонах шиї є білі плями. Верхня частина тала блакитнувато-сіра, нижня частина тіла здебільшого сіра, живіт і покривні пера хвоста білуваті. Махові пера крил і хвоста чорні. Дзьоб і ноги чорні, очі карі.

## Таксономія
Чорноволий королець був описаний італійським зоологом Томмазо Сальвадорі в 1875 році. В 1879 році англійський зоолог Річард Шарп включив його до роду Строкатий королець Poecilodryas. Однак молекулярно-філогенетичне дослідження 2011 року показало, що чорноволий королець досить відрізняється від інших корольців. Тепер чорноволий королець є єдиним видом монотипового роду Чорноволий королець (Plesiodryas).
Виділяють три підвиди чорноволого корольця:
- P. a. albonotata (Salvadori, 1875) (північний захід Нової Гвінеї);
- P. a. griseiventris Rothschild e Hartert, 1913 (центр Нової Гвінеї);
- P. a. correcta Hartert, 1930 (схід і південний схід Нової Гвінеї).

## Поширення і екологія
Чорноволий королець є ендеміком Нової Гвінеї. Він мешкає в тропічних лісах Центрального нагір'я на висоті від 1800 до 2750 м над рівнем моря. Живе поодинці, в підліску або на землі. Харчується комахами.